# Université de Groningue
L'université de Groningue (en néerlandais, Rijksuniversiteit Groningen, RUG pour : université d'État de Groningue) est une université néerlandaise située à Groningue, aux Pays-Bas. Elle est la deuxième plus vieille université des Pays-Bas et jouit d'une excellente réputation en Europe, tout particulièrement dans le domaine des sciences exactes et médicale.
Fondée en 1614, elle accueille aujourd'hui 27 507 étudiants et emploie 5 347 personnes dont 450 professeurs. En 2011, 1 400 étudiants y poursuivent un doctorat et 385 thèses doctorales sont publiés. Le budget en 2011 s'élève à 576 millions d'euros.
Le centre culturel français de Groningue se trouve à la faculté des lettres.

## Statistiques
- 27 507 étudiants
- 5 347 membres du personnel
- 175 programmes de baccalauréat et de maîtrise
- 1 400 étudiants au doctorat
- 2 500 diplômés chaque année
- 385 soutenances de thèses de doctorat en 2010

## Description

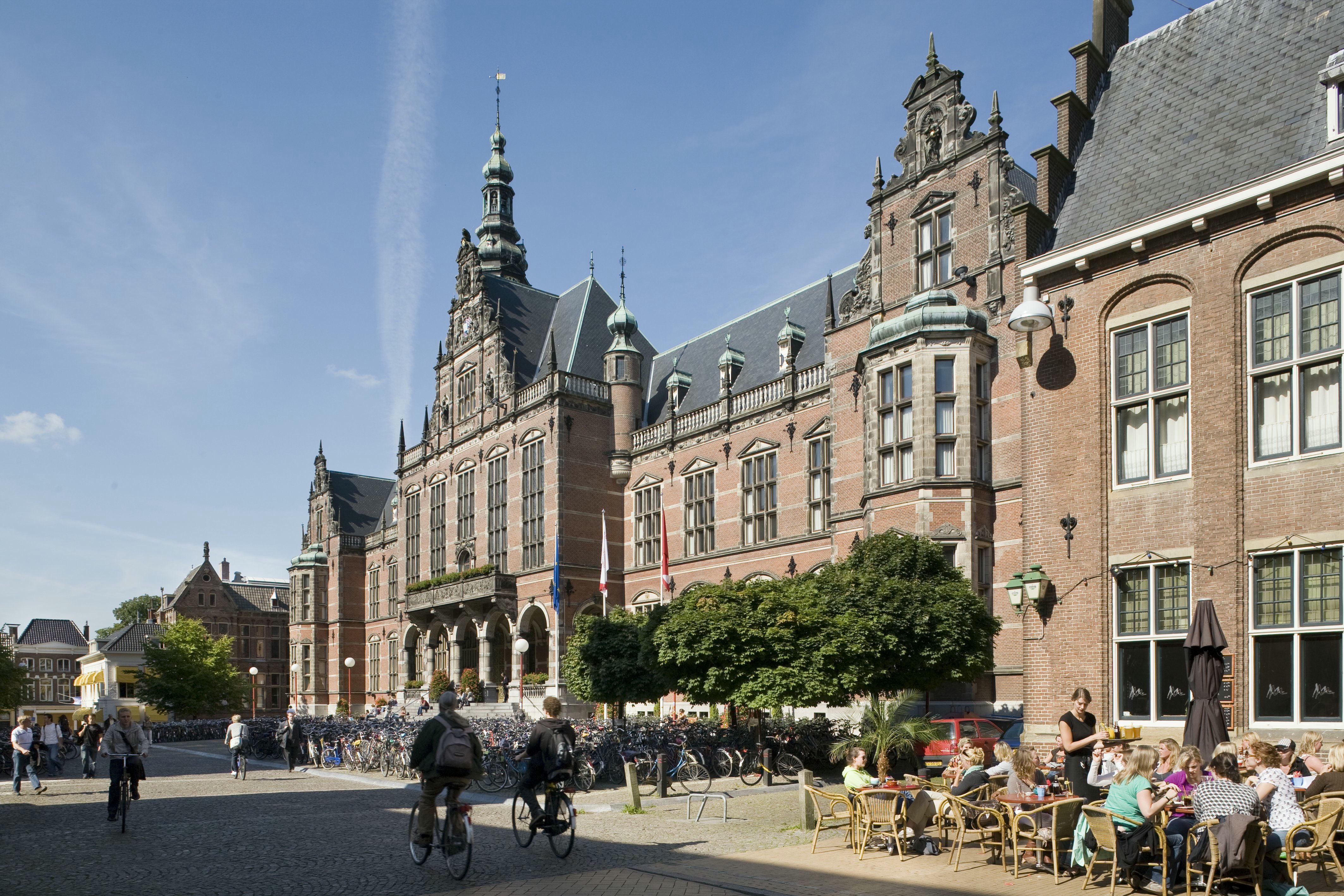
Édifice principal

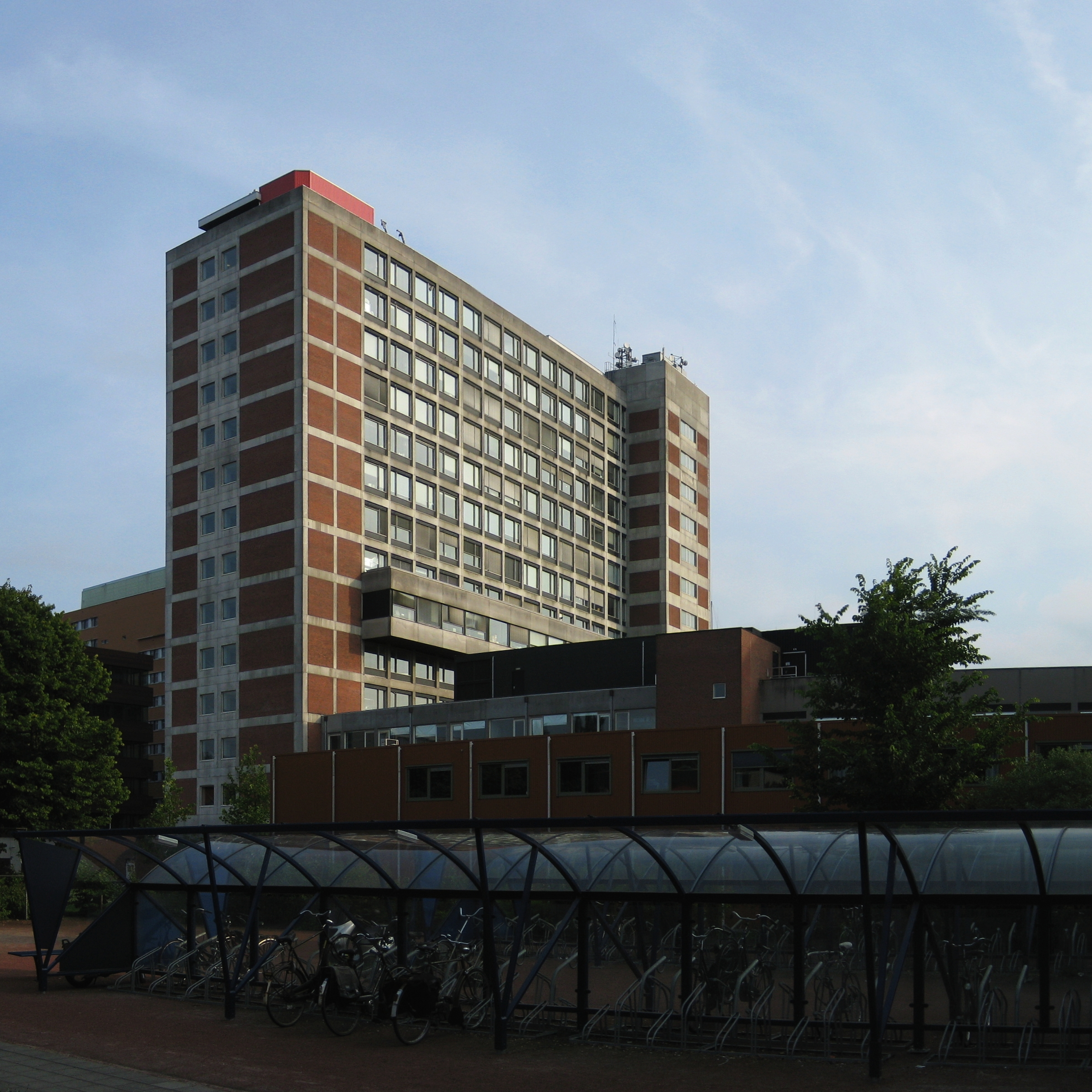
La faculté de médecine.

L'université de Groningue se structure en dix facultés. Les facultés se subdivisent en départements ou écoles.
- Faculté d'économie et de gestion.
- Faculté de psychologie et de sciences sociales.
- Faculté de théologie et de sciences religieuses.
- Faculté de lettres.
- Faculté des sciences médicales.
- Faculté de droit.
- Faculté de géographie.
- Faculté de philosophie.
- Faculté de mathématiques et de sciences naturelles.

L'université de Groningue se classe dans le top 3 européen des universités de recherche dans les domaines de l'écologie, des sciences des matériaux, de la chimie et de l'astronomie[réf. nécessaire]. En outre, l’université dispose de groupes de recherche d’excellence en  nanosciences, biologie moléculaire, microbiologie, sciences médicales, neurosciences, sociologie, philosophie, théologie, archéologie et arts. Chaque année, plus de 5 000 publications de recherche sont publiés et chaque année, en moyenne 260 étudiants accèdent au titre de docteur. 
À ce titre :
- l'université de Groningue est un membre du groupe Excellence dit des meilleures universités en Europe. Le Groupe Excellence accueille 56 membres, ce qui représente 1,3 % des quelque 4 500 établissements d'enseignement supérieur européens[1] ;
- l'université de Groningue appartient au top 100 des grandes universités de recherche globale dans le monde et atteint le top 16 en Europe[2] ;
- l'université de Groningue occupe la 100e position mondiale selon le QS World University[3] ;
- l'université de Groningue partage la 75e position du Classement académique des universités mondiales (ARWU). Le classement ARWU est publié chaque par l'université Jiao-tong de Shanghai ;
- l'université a été classée 59e meilleure université mondiale par le Global University Ranking en 2009 ;
- l'université de Groningue occupe la 36e position du classement européen de Webometrics[4].

Enfin, l'université de Groningue abrite le centre IBM du superordinateur Blue Gene dans le cadre du projet LOFAR.
Le centre hospitalier universitaire de Groningue, ou UMCG (Universitair Medisch Centrum Groningen) est le principal hôpital de la ville de Groningue et à ce titre, est affilié à la faculté de médecine de l'université de Groningue. L'UMCG a ceci de particulier qu'il est l'un des plus grands hôpitaux dans le monde et ce, entre autres pour la chirurgie de transplantation.

Toutes les transplantations d'organes possibles sont effectuées à l'UMCG, y compris les greffes d'organes multiples combinées en une seule opération. Enfin, l'UMCG couvre l'ensemble des soins tertiaires dans le Nord des Pays-Bas.
 
Le centre médical emploie près de 17 000 personnes et compte près de 1 400 lits. L'hôpital est curieusement situé en plein centre-ville.

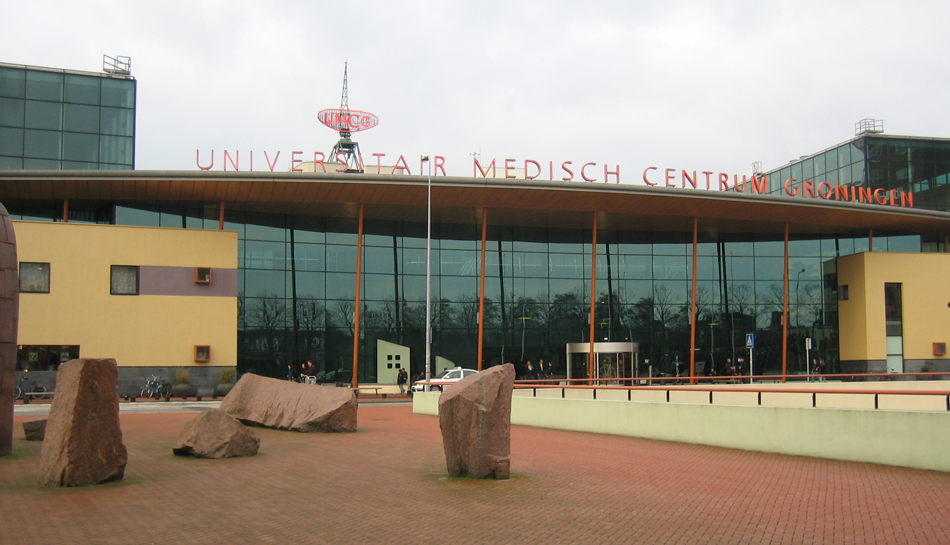
Entrée du centre médical.

L'UMCG est particulièrement spécialisée en :
- Neurochirurgie
- Chirurgie cardiothoracique
- Chirurgie néonatale et pédiatrique
- Greffe du foie, des reins et de l'intestin
- Oncologie pédiatrique
- Oncologie de la tête et du cou
- Thérapie génique
- Maladie de Menière
- Centre de traumatologie de niveau 1.

À ce titre, l'UMCG est l'un des plus grands employeurs du Nord des Pays-Bas.

## Histoire

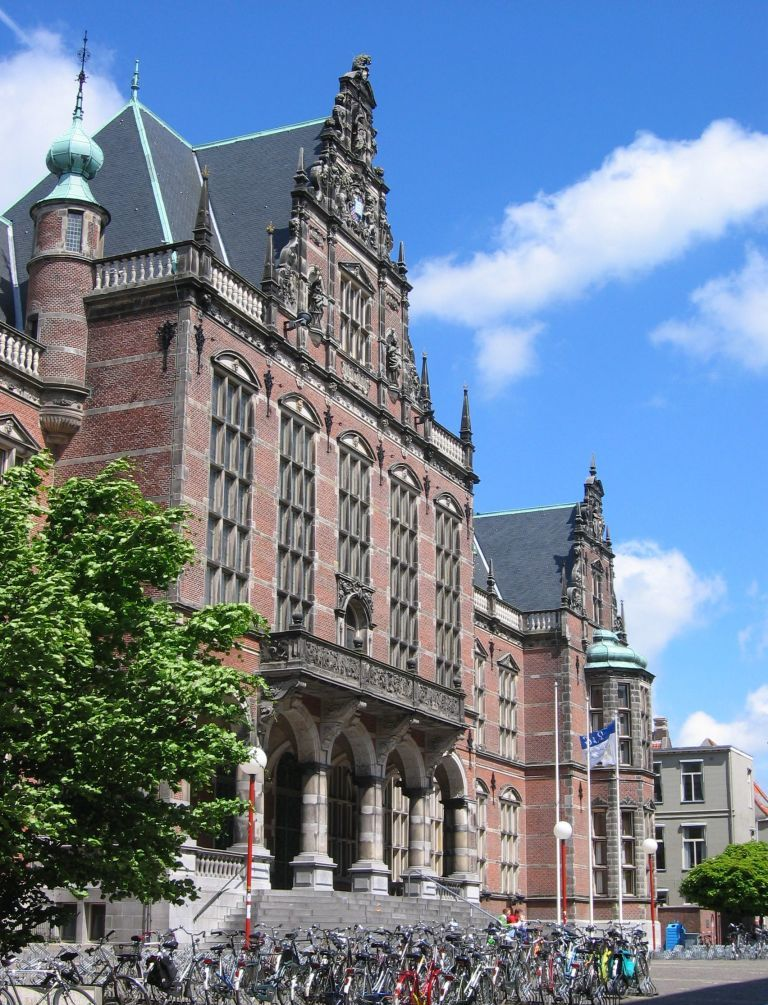
Entrée de l'édifice principal.

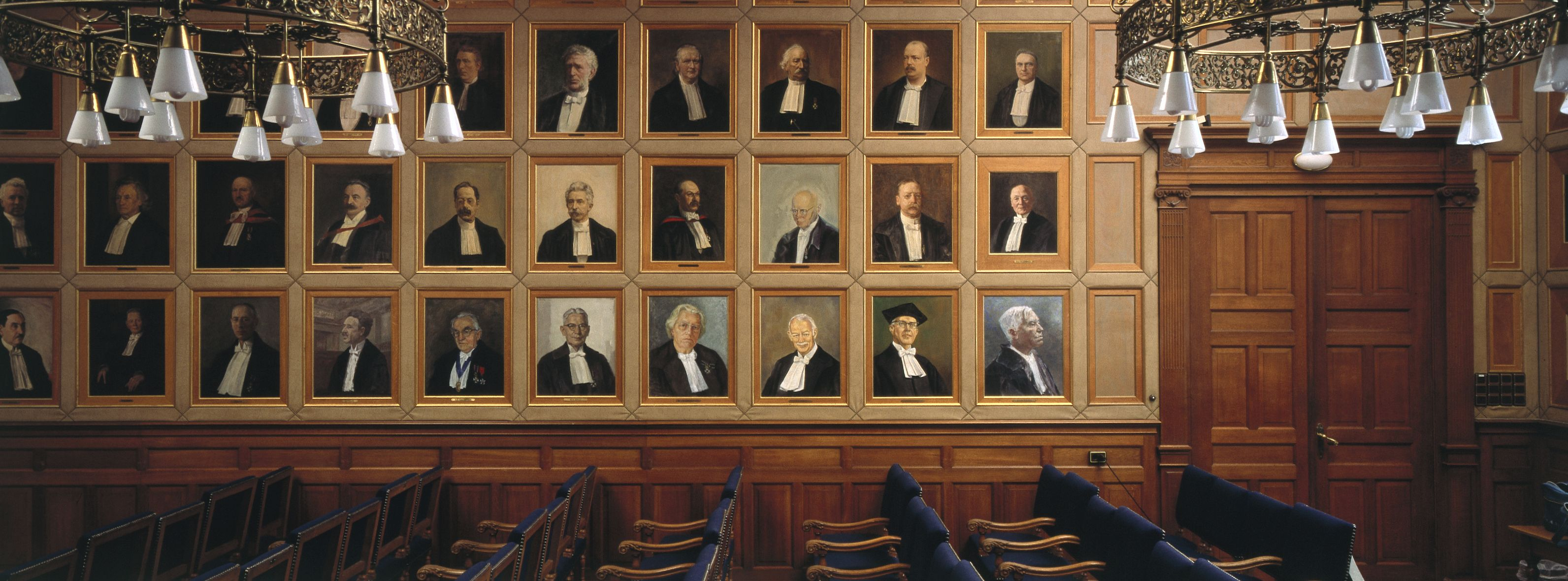
Salle dite « du Sénat » de l'université.

L'université de Groningen est fondée le 23 août 1614 sous l’initiative conjointe de l'Assemblée régionale de la ville de Groningen et de l'Ommelanden (région environnante). Dès sa création, l’université comporte quatre facultés : théologie protestante, droit, médecine et philosophie. 
Les 75 premières années de l’université sont fructueuses. En effet, la jeune université compte 100 étudiants inscrits chaque année. Presque la moitié des étudiants et des professeurs proviennent de l’étranger. À ce titre, le premier Recteur de l’université de Groningue, Ubbon Emmius, est natif de Frise orientale à l'époque allemande. Une relation étroite s’installe rapidement entre l'Université, la ville et la région environnante.
Néanmoins, le développement de l'université s'arrête à partir de la fin du XVIIe siècle et le long du XVIIIe siècle en raison de différentes positions théologiques au sein de l'institution, d’une relation difficile avec l'Assemblée régionale et enfin, de problèmes politiques dont le siège de la ville par 'Bommen Berend' en 1672. Cependant, deux à trois cents étudiants sont toujours inscrits à l'université durant cette période.
Au cours de la seconde moitié du XVIIIe siècle, l'université accueille en son sein Petrus Camper, anatomiste de renom connu bien au-delà des frontières de la ville. Petrus Camper reste un précurseur en matière de lutte contre la peste bovine et fonde la première polyclinique pour la médecine chirurgicale.
Au cours du XIXe siècle, l’université de Groningue navigue entre opportunités et menaces. Si en 1815, à l’instar des universités de Leyde et d’Utrecht, l'université de Groningue est reconnue comme collège national de l'enseignement supérieur, des discussions sur sa fermeture se poursuivent. La situation s'améliore lorsqu’en 1850, les habitants de la ville de Groningue financent en très grande partie l’édification du rectorat (academiegebouw). Néanmoins, ce bâtiment est complètement détruit dans un incendie en 1906, ce qui pour les habitants de la ville, demeure une tragédie. 
Entretemps, la Loi sur l'enseignement supérieur de 1876 améliore radicalement la position académique de l'université, qui à ce titre, est rebaptisée « Rijksuniversiteit Groningen » (RUG). Désormais, le néerlandais devient la seconde langue officielle d’instruction au même titre que le latin. Enfin, l’université se voit non seulement confier une mission de recherche mais également un devoir d’enseignement. Ces réformes consolident la mission actuelle de recherche de l’université.
Au cours du XXe siècle, l’université de Groningue connaît un développement sans précédent. Si le nombre de facultés et de programmes ne cesse de croître, la population étudiante explose. Lorsque l'université célèbre son tricentenaire en 1914, 611 étudiants y sont inscrits. En 1924, ce nombre passe à 1 000. Malgré un net recul dû à la Grande Dépression et la Seconde Guerre mondiale, le nombre d'étudiants augmente rapidement à partir de 1945 pour finalement atteindre la barre des 20 000 en 1994. À l'heure actuelle, 27507 étudiants sont régulièrement inscrits à l'université de Groningue. À cet égard, la présence d’étudiants étrangers et de chercheurs se renforce considérablement. Entre 10 et 20 % du personnel travaillant à la faculté a antérieurement étudié à Groningue.

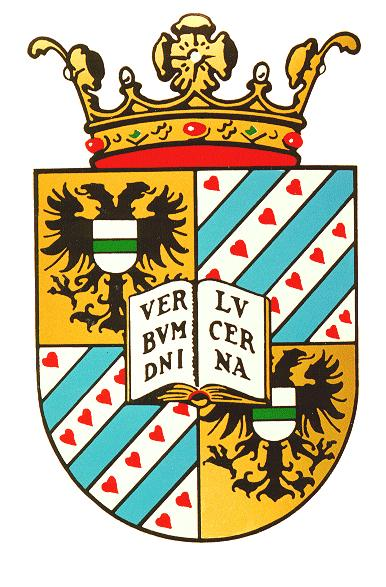
Blason.

## Blasonnement
Les armoiries de l'université sont confirmés en 1615 par les États généraux de la Ville et le comté de Groningen. Le blasonnement représente les armoiries de la province affublé d'un livre ouvert portant les initiaux VER / BVM / DNI BT / CER / NA, abréviations pour Verbum Domini nostris Lucerna Pedibus. Le bouclier est surmonté d'une couronne d'or de cinq feuilles et de quatre perles.

## Personnalités liées à l'université
- Johann Heinrich Alting, théologien
- Gerbrand Bakker, médecin du début du XIXe siècle
- Johan van Benthem, ingénieur informaticien
- Johann Bernoulli, mathématicien
- Bart Bok, astronome
- Clemens von Bönninghausen (en), avocat, botaniste, médecin et homéopathe
- Alicia Boole Stott, mathématicienne et collaboratrice de Pieter Hendrik Schoute. Docteur Honoris Causa de l'université de Groningue en 1914
- James Burnett
- Job Cohen, ancien maire d'Amsterdam et leader du Parti travailliste
- Wim Duisenberg, premier président de la Banque centrale européenne à Francfort-sur-le-Main. Il a étudié à l'université de Groningen et y a obtenu un doctorat en économie du désarmement
- Ubbon Emmius, fondateur de l'université
- Pim Fortuyn, chargé de cours, puis politicien (et assassiné)
- Willem Frederik Hermans, chargé de cours et écrivain
- Gerardus Heymans, philosophe et psychologue
- Pieter Hofstede Crull, juriste, ministère public du Suriname et Gouverneur en exercice
- Peter Hofstee, professeur de physique théorique, a rejoint IBM en 1996, actuellement architecte en chef du Synergistic Processor Element (SPE) du Cell (processeur).
- Johan Huizinga, historien
- Aletta Jacobs, première femme aux Pays-Bas à recevoir un doctorat en médecine
- Annie Jump Cannon, de nationalité américaine, première femme aux Pays-Bas à recevoir un doctorat en astronomie, en 1921
- Jacobus Cornelius Kapteyn, astronome. Découvreur des premières preuves de la rotation galactique
- Jaap Kunst, ethnomusicologue (a étudié le droit)
- Sofie Letitre, chanteuse et psychologue
- Siegwart Lindenberg, sociologue diplômé d'Harvard. A créé le modèle RREEMM
- Isaac Lipschits, historien et politologue. A créé le Documentatiecentrum Nederlandse Politieke Partijen (DNPP) au sein de l'université
- George Malliaras, professeur en science des matériaux, université Cornell
- Evangelos Manias, professeur en science des matériaux et de l'ingénieur, Penn State University
- Wubbo Ockels, premier astronaute néerlandais, a reçu un doctorat en physique et mathématique, 1973
- Heike Kamerlingh Onnes, a reçu le prix Nobel en physique pour ses expériences sur les propriétés de la matière à température basse, ce qui, entre autres, a rendu possible la production d'hélium liquide
- Jan Oort, astronome
- Prince Maurits d'Oranje Nassau, a étudié l'économie, 1995
- Princesse Christina des Pays-Bas, a étudié la pédagogie, 1965
- Princesse Marilène d'Oranje-Nassau, van Vollenhoven (née Van den Broek), a étudié à l'administration et gestion, 1994
- Bernhard d'Oranje-Nassau, van Vollenhoven, a étudié l'économie, 1995
- Prinses Annette d'Oranje-Nassau, van Vollenhoven (née Sekrève), a étudié la psychologie, 1996
- Joost Platje, professeur en économie, université d'Oxford
- Johannes Jacobus Poortman, philosophe, psychologue
- Johan Remkes, membre du VVD. Ancien ministre de l'Intérieur, vice-ministre-président, et secrétaire d'État au Logement.
- Henricus Regius, philosophe et médecin néerlandais, il fut l'un des premiers à admettre la circulation du sang. Philosophe allié puis opposant de Descartes, il propose une interprétation personnelle de la pensée cartésienne.
- Pieter Hendrik Schoute, mathématicien spécialiste de la géométrie. Collaborateur d´Alicia Boole Stott dans le cadre de recherche sur les polytopes de grande dimension
- Everard Scheid ou Scheidius, théologien, philologue et orientaliste néerlandais
- Willem de Sitter, astronome
- Henk G. Sol, professeur en Business Engineering et ICT
- Dirk Stikker, secrétaire-général de l'OTAN
- Pieter Jelles Troelstra, avocat, politicien
- Henk te Velde, professeur d'histoire des Pays-Bas à l'université de Leyde
- Hans van Abeelen, premier Néerlandais spécialiste en génétique comportementale
- Wietse Venema, programmateur et physicien
- Jacques Wallage, ancien maire de Groningue
- Paramanga Ernest Yonli, Premier Ministre du Burkina Faso (2000–2007), a étudié l'économie
- Frits Zernike, professeur de physique théorique, a reçu le prix Nobel en Physique pour son invention du microscope à contraste de phase en 1953
- Epke Zonderland, gymnaste et champion olympique à la barre fixe en 2012
- Laurentien des Pays-Bas